# Дячів
Дячів, або Дячов, місцева назва Джачів (словац. Ďačov) — село в Словаччині, Сабинівському окрузі Пряшівського краю. Розташоване в північно-східній частині Словаччини в північно-західній частині Шариської височини в долині Дячівського потока.
Уперше згадується у 1338 році.
У селі є греко—католицька церква з кінця 13 століття, первісно готичний, пізніше перебудований в стилі ренесансу та бароко.

## Населення
| Рік:            | 1994. | 2004.   | 2014.   | 2024.   |
| --------------- | ----- | ------- | ------- | ------- |
| Кількість осіб: | 739   | 747     | 756     | 744     |
| Різниця:        |       | +1,08 % | +1,20 % | -1,58 % |

| Рік:            | 2023. | 2024.   |
| --------------- | ----- | ------- |
| Кількість осіб: | 736   | 744     |
| Різниця:        |       | +1,08 % |

У селі проживає 760 осіб.
Національний склад населення (за даними останнього перепису населення — 2001 року):
- словаки — 100,0%.

Склад населення за приналежністю до релігії станом на 2001 рік:
- римо-католики — 54,45%,
- греко-католики — 45,42%,
- не вважають себе вірянами або не належать до жодної вищезгаданої конфесії — 0,13%.